# Stanisława Angel-Engelówna
Stanisława Angel-Engelówna (ur. 23 kwietnia 1908 w Warszawie, zm. 7 sierpnia 1958 w Szczecinie) – polska aktorka.

## Życiorys

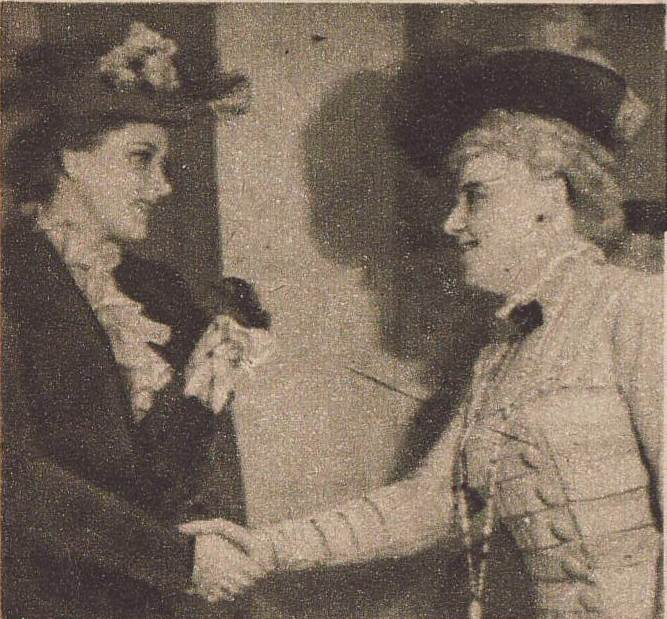
Wanda Jarszewska i Stanisława Angel-Engelówna w sztuce „Szczęście Frania”, Teatr Comoedia w Warszawie (1948)

Początkowo uczyła w szkole, by w 1935 roku zdać eksternistycznie egzamin w Państwowym Instytucie Sztuki Teatralnej w Warszawie. Zadebiutowała w „Dożywociu” Aleksandra Fredry w Teatrze Narodowym, gdzie występowała od 1935 do 1938, zaś sezon 1938–1939 spędziła w Miejskim Teatrze w Łodzi. W tym też czasie zagrała w kilku filmach. Najbardziej znane filmy, w których wystąpiła to Wrzos (1938) i Serce matki (1938). Role te dały szansę aktorce w pełni ukazać jej możliwości ekspresyjne. Wybuch II wojny światowej przerwał dobrze zapowiadającą się aktorkę o zacięciu dramatycznym. Po wojnie najpierw występowała w warszawskich teatrach, by w 1949 przenieść się do Szczecina i tam występować w Teatrze Dramatycznym do końca życia. Zagrała m.in. Księżniczkę Eboli w „Don Carlosie” Schillera, Panią Warren w „Profesji pani Warren” Shawa, Elwirę w „Świętoszku” Moliera, Lady Milford w „Intrydze i miłości” Schillera, Agafię w „Ożenku” Gogola.
W 1956 r. otrzymała Nagrodę Miasta Szczecina za całokształt działalności artystycznej. Zmarła 7 sierpnia 1958 roku i jest pochowana na cmentarzu Centralnym w Szczecinie.

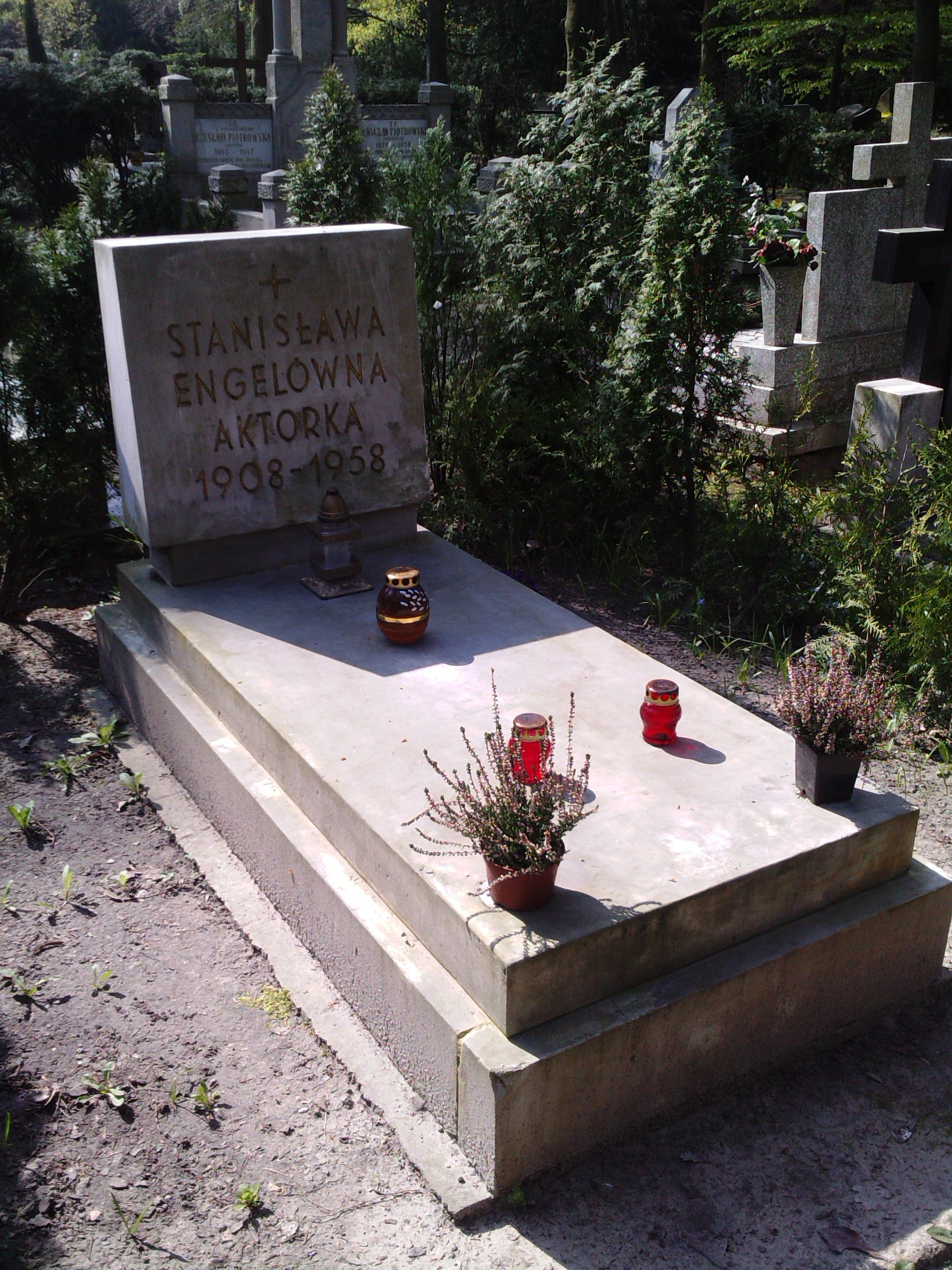
Grób Stanisławy Angel-Engelówny na cmentarzu Centralnym w Szczecinie (kwatera 20 A, rząd 4, grób 3)

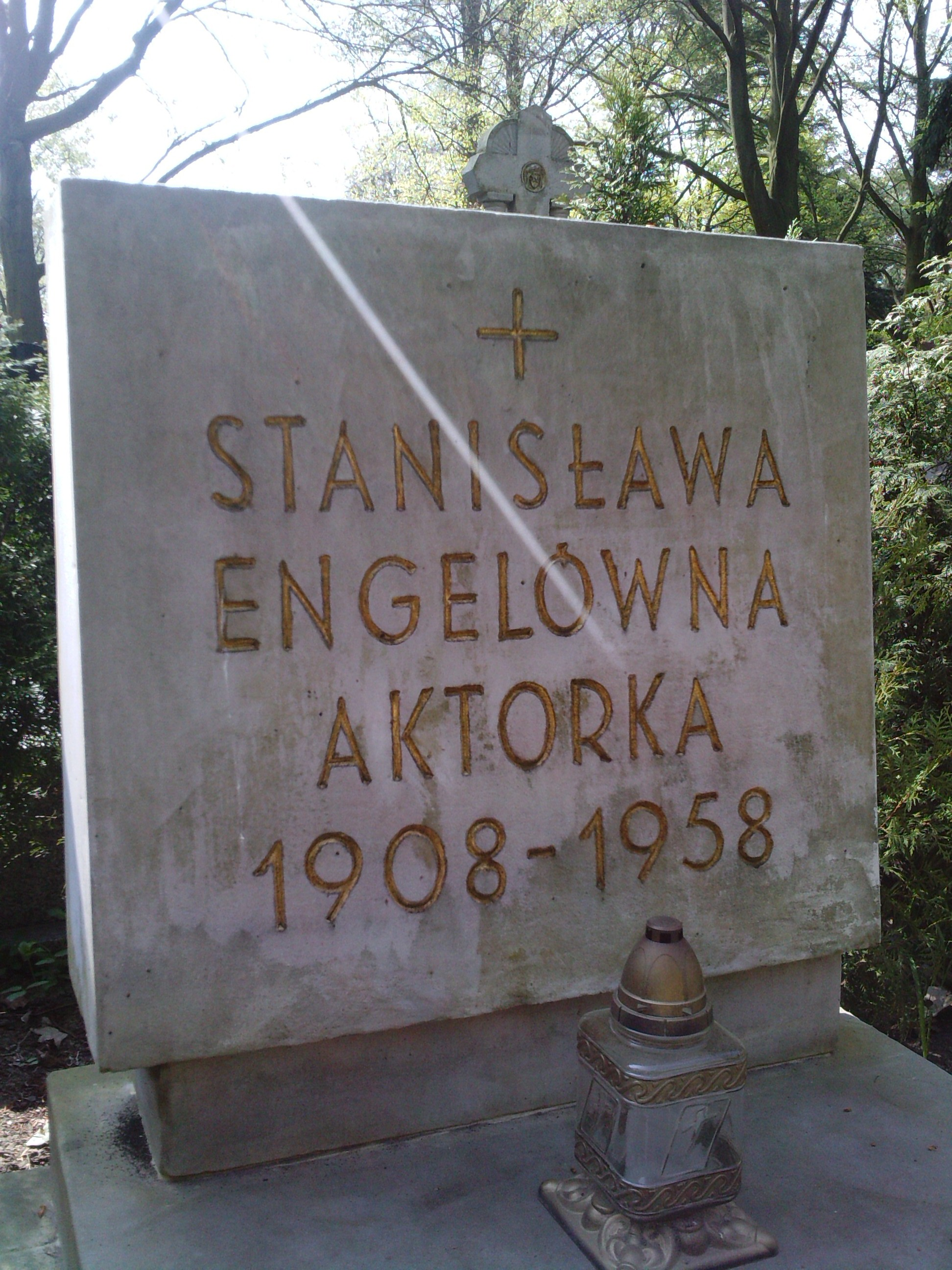
Tablica nagrobna grobu Stanisławy Angel-Engelówny na cmentarzu Centralnym w Szczecinie

Była żoną aktora Eustachego Kojałłowicza (1897–1972).

## Filmografia
Źródło:
- 1939 – O czym się nie mówi jako Frania Wątorek zwana „Porankiem”
- 1939 – Geniusz sceny jako Róża
- 1938 – Wrzos jako Kazia
- 1938 – Serce matki jako Maria
- 1938 – Rena jako Rena Łaska
- 1938 – Florian jako wnuczka Bronka